# Alexandra Serrano Rosa
Alexandra Maria Damião Serrano Rosa MQAH (Elvas, 25 de setembro de 1969 — Arripiado, Chamusca, 21 de abril de 2022) foi uma militar paraquedista portuguesa, notória por ter integrado a primeira incorporação de militares do sexo feminino das Tropas Paraquedistas (1992) e por ter sido a primeira mulher a concluir o Curso de Instrutores de Paraquedismo Militar em Portugal.
Faleceu em 21 de abril de 2022, na sequência de um acidente durante um salto de paraquedas de abertura manual, no posto de sargento-ajudante.

## Biografia
Alexandra Serrano Rosa nasceu em Elvas em 25 de setembro de 1969, filha de Alfredo Serrano Rosa, militar paraquedista que se encontrava empenhado na Guerra Colonial (tornar-se-ia militar de carreira, reformando-se no posto de sargento-mor).

### Carreira militar
Em 25 de abril de 1992, ingressou no Curso de Formação de Praças, na Base-Escola de Tropas Paraquedistas (na altura, integrada na Força Aérea Portuguesa), após o qual iniciou o Curso de Paraquedismo Militar n.º 166, o primeiro a incluir militares do sexo feminino em Portugal (à exceção dos cursos de Enfermeiras Paraquedistas, durante a Guerra Colonial). Terminou o curso em 4 de julho de 1992, sendo-lhe atribuído o brevet de paraquedista n.º 32 755.
Em 1995, já após a transferência das Tropas Paraquedistas da Força Aérea para o Exército Português, concluiu o 22.º Curso de Formação de Sargentos na Escola de Sargentos do Exército, na Arma de Transmissões, integrando o Quadro Permanente do Exército, no posto de segundo-sargento.
A sua carreira militar esteve intimamente ligada às Tropas Paraquedistas, tornando-se a primeira mulher (e, à data da sua morte, a única) a concluir o Curso de Instrutores de Paraquedismo Militar em Portugal. Este feito manter-se-ia inalterado até 2025, quando a Tenente Paraquedista Liane Ruivaco se tornou a segunda instrutora feminina (e primeira da categoria de Oficiais).
Durante a sua carreira militar, Alexandra concluiu os cursos de Operações Aerotransportadas, Queda Livre Desportiva, Instrutor de Abastecimento Aéreo e Técnico de Equipamento Aéreo. Desempenhou várias funções em diversas Unidades Militares das Tropas Paraquedistas, integrando duas missões em Forças Nacionais Destacadas no Kosovo (KFOR 2008 2014/2015). À data do seu falecimento, tinha já concluído o Curso de Promoção a Sargento-Chefe e desempenhava o cargo de Sargento Adjunto de Logística no Quartel-General da Brigada de Reação Rápida.

### Morte
Alexandra Serrano Rosa faleceu em 21 de abril de 2022, na sequência de um acidente durante um salto de paraquedas de abertura manual. Este salto foi realizado no âmbito da qualificação semestral que todos os paraquedistas no ativo devem cumprir, tendo sido efetuado na habitual Zona de Lançamentos do Arripiado (Chamusca). Após o mal funcionamento do paraquedas, a militar embateu no solo, ocorrendo uma tentativa de reanimação no local, por parte de enfermeiros militares destacados para a missão de lançamento, sem sucesso.

O seu pai (antigo sargento-mor paraquedista Alfredo Serrano Rosa) efetuava habituais coberturas fotográficas de saltos em paraquedas e encontrava-se no local (Aeródromo Militar de Tancos) onde Alexandra embarcou na aeronave C-295, a partir da qual saltaria para o seu último salto em paraquedas. No momento do embarque, capturou a última fotografia de Alexandra, que viria a partilhar na rede social Facebook, após o conhecimento da sua morte:

"Eu não sei como como dizer! Um Pai não devia sofrer tal desgosto! hoje dia 21 Abril tirei as últimas fotos à minha Menina ainda me deu um beijinho antes de entrar para o último voo! não consigo dizer mais nada as lágrimas são muitas." ROSA, Alfredo S., 2022.
A morte de Alexandra Serrano Rosa foi amplamente noticiada pelos órgãos de comunicação social, tanto pela raridade de ocorrência de fatalidades em saltos em paraquedas, como pela notoriedade da militar (para além de ser a única instrutora de paraquedismo militar, era filha de Alfredo Serrano Rosa, ex-combatente da Guerra Colonial, antigo sargento-mor do Regimento de Paraquedistas e conhecido pela comunidade de paraquedistas pelas inúmeras fotografias que capturou e divulgou, ao longo da sua carreira militar e após o final da mesma).

### Homenagens
Marcelo Rebelo de Sousa, na qualidade de Presidente da República Portuguesa e Comandante Supremo das Forças Armadas Portuguesas, contactou telefonicamente Alfredo Serrano Rosa e transmitiu-lhe diretamente a sua mensagem de condolências, emitindo ainda um comunicado público:

"Foi com profunda tristeza e sentido pesar que tomei conhecimento do falecimento da Sargento-Ajudante Paraquedista, Alexandra Serrano Rosa.
Neste momento de perda e de subida dor, partilhada com o Pai por contacto telefónico, apresento a toda a família e amigos os meus sentidos pêsames.
A Sargento-Ajudante Alexandra Serrano Rosa, militar do Exército Português, deixa na família Paraquedista e Militar uma saudade inesquecível." SOUSA, Marcelo R. de, 2022
Para além do Presidente da República, também a Ministra da Defesa Nacional Helena Carreiras transmitiu a sua consternação pelo acontecimento, tendo a Assembleia da República Portuguesa aprovado, por unanimidade, um voto de pesar pelo falecimento da militar.
Marcelo Rebelo de Sousa estive igualmente presente no funeral da militar, realizado a 27 de junho de 2022, ao qual compareceram centenas de pessoas.
Em 21 de abril de 2023, no primeiro aniversário da morte de Alexandra Serrano Rosa, o Comandante da Brigada de Reação Rápida (Brigadeiro-General Ferreira Duarte), acompanhado do pai da militar, descerraram uma placa no Hangar Norte do Aeródromo Militar de Tancos, passando este a designar-se "Hangar SAJ TM PARA Alexandra Serrano Rosa", em sua homenagem.

## Honrarias

### Condecorações
- Medalha de D. Afonso Henriques (4ª Classe);[1]
- Medalha Comemorativa das Comissões de Serviços Especiais das Forças Armadas - Kosovo;[1][22]
- Medalha NATO/OTAN - NON ARTICLE 5.[1]

### Outras
- O hangar militar do Quartel General da Brigada de Reação Rápida (principal base de partida para a execução de saltos de paraquedas em Portugal) foi renomeado "Hangar SAJ TM PARA Alexandra Serrano Rosa", em 21 de abril de 2023, no primeiro aniversário da sua morte.[20][21]